# 足立康
足立 康（あだち やすし、1936年11月26日 -2021年1月8日）は、日本のアメリカ史学者・翻訳家。青山学院女子短期大学名誉教授。

## 人物・来歴
東京生まれ。静岡県田方郡出身。慶應義塾大学文学部英文科卒、同大学院修士課程修了、アメリカのテキサス大学オースティン校アメリカ文明学科博士課程修了。青山学院女子短期大学教授を務めた。1958年、「宝石の文学」で第1回群像新人文学賞評論部門受賞。
足立光（日本マクドナルドチーフ・マーケティング・オフィサー、元シュワルツコフヘンケル社長）は子。
詩人の小柳玲子は中学校・高校の同級生。
2021年1月8日、肝臓がんのため死去。

## 著書
- 『雑記帖のアメリカ』慶應義塾大学出版会 2001年

### 翻訳
- 『現代アメリカ短篇集』金星堂 1964年
- フアーガス・ヒューム『二輪馬車の秘密』江藤淳共訳 新潮文庫 1964年
- ドナルド・キーン『生きている日本』江藤淳共訳 朝日出版社 1973年
  - 『果てしなく美しい日本』講談社学術文庫 2002年 改訳版
- サルバドール・ダリ『わが秘められた生涯』新潮社 1981年
- ロデリック・ナッシュ／グレゴリー・グレイヴズ『人物アメリカ史』上・下  新潮選書 1989年、講談社学術文庫 2007年
- J・F・クーパー『モヒカン族の最後』福音館書店 1993年
- 辛雄鎮『努力の証 第八代国連事務総長潘基文物語』辛美鎮共訳編 ダイヤモンド社 2008年